# روش آزمون
روش آزمون (انگلیسی: Test method) روشی برای آزمون‌گیری در مهندسی است، که نمونه‌هایی چون آزمایش فیزیکی، آزمایش شیمیایی یا آزمون آماری را شامل می‌شود. به منظور اطمینان از نتایج دقیق و مرتبط در روش آزمون، این نتایج می‌بایست صریح، یکنواخت و کاربردی باشد، همچنین قابلیت تکرار را نیز دارا باشد. آزمون‌های حاصل از این روش اغلب به صورت مشاهده ای یا بر پایه آزمایش است، که نتایج حاصل از آن بیان‌کننده ویژگی‌های یک محصول، فرایند یا خدمات می‌باشد. نتایج حاصل از روش آزمون می‌تواند کیفی، کمی یا قطعی باشد، همچنین می‌تواند از مشاهدات شخصی یا خروجی یک ابزار اندازه‌گیری دقیق حاصل شود.